# Oihan Sancet
Oihan Sancet Tirapu (ur. 25 kwietnia 2000 w Pampelunie) – hiszpański piłkarz występujący na pozycji ofensywnego pomocnika w hiszpańskim klubie Athletic Bilbao oraz w reprezentacji Hiszpanii. Srebrny medalista Mistrzostw Europy U-21 w piłce nożnej 2023 i zdobywca Pucharu Króla w sezonie 2023/2024.

## Sukcesy

### Athletic Bilbao
- Puchar Króla: 2023/2024
- Superpuchar Hiszpanii: 2020/2021

### Reprezentacyjne
- Wicemistrz Europy U-21: 2023
- Igrzyska Śródziemnomorskie: 2018